# Amerykański chopper
Amerykański Chopper – serial dokumentalny nadawany w Polsce na kanale Discovery. Opowiada o losach firmy Orange County Choppers, której właścicielem jest Paul Teutul Sr. oraz jego syn Paul Teutul Jr. Swą popularność (szczególnie w Stanach Zjednoczonych) zawdzięcza kontrastowi w sposobie bycia, myślenia oraz wizji produkowanych przez OCC motocykli pomiędzy ojcem a synem, co prowadzi do wielu konfliktów, ale też zabawnych sytuacji.

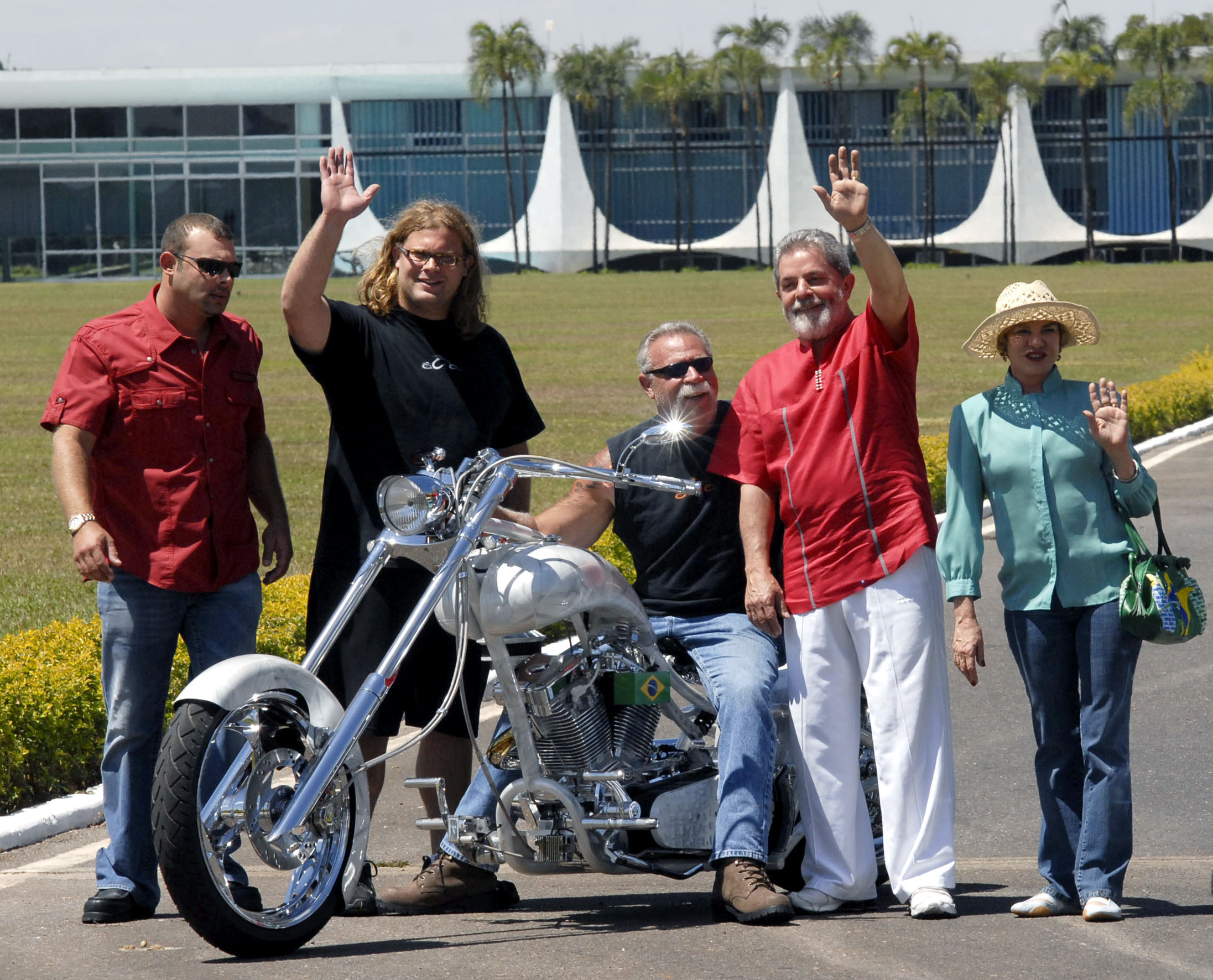
Rodzina Teutul z brazylijskim prezydentem Luís Inácio Lula da Silvą i pierwszą damą Marisa Letícią

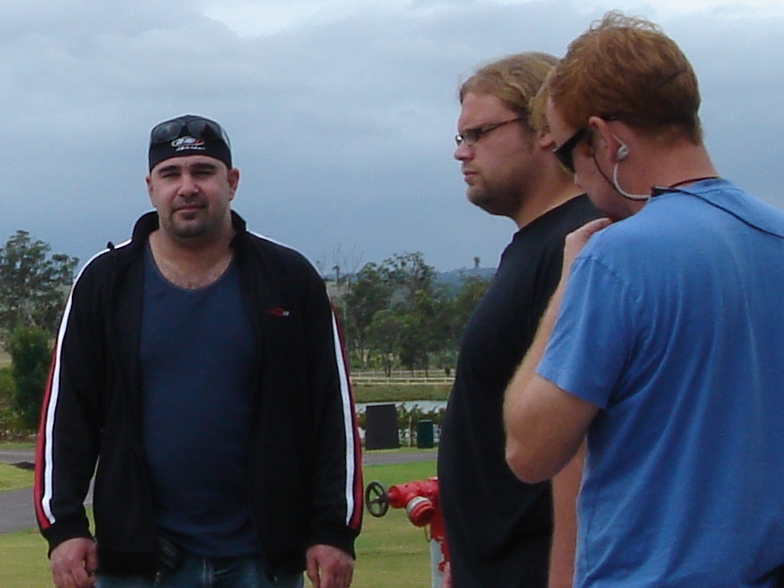
Vinnie (na lewo) i Mikey podczas kręcenia zdjęć

W 2005 roku Discovery Channel sponsorował konkurs FANtasy Bike Contest.
Specjalnie dla Wielkiej Orkiestry Świątecznej Pomocy został stworzony motocykl. Skonstruowany przez PJD (Paul Junior Designs) pojazd przyleciał do Polski 24 grudnia 2011 roku, a jego prezentacja odbyła się 8 stycznia 2012 roku.

## Fabuła
Paul Jr. jako główny projektant zazwyczaj pracuje nad kolejnym motocyklem. Pomagają mu Rick Petko, Nick Hansford, Christian Welter oraz Vincent DiMartino (nazywany przez kolegów Vinnie), który opuścił OCC w 2007, by założyć własną firmę V-Force. Prace nadzoruje Paul Sr. oraz czasami pomaga w budowie (co często prowadzi do zatargów z synem). Michael Teutul, drugi syn Paula Sr. wpływa pozytywnie na atmosferę w warsztacie, prowokując wiele komicznych sytuacji.
Serial ukazuje nie tylko pracę w warsztacie, kamera towarzyszy rodzinie Teutulów również podczas wszystkich ważniejszych wydarzeń rodzinnych takich jak wakacje czy urodziny.

## Sezony
| Sezon | Sezon                             | Odcinków | Rok       |
| ----- | --------------------------------- | -------- | --------- |
|       | 1                                 | 14       | 2003      |
|       | 2                                 | 23       | 2004      |
|       | 3                                 | 20       | 2005      |
|       | 4                                 | 37       | 2006      |
|       | 5                                 | 19       | 2008      |
|       | 6                                 | 26       | 2009–2010 |
|       | 7 Senior Vs. Junior 1             | 17       | 2010      |
|       | 8 Senior Vs. Junior 2             | 7        | 2010–2011 |
|       | 9 Pilot, wydania specjalne i inne | 14       | 2003–2010 |
|       | 10 Wielki Powrót                  | ?        | ?         |
|       | 11 Powrót legendy                 | ?        | 2018–?    |
|       | 12                                | ?        | 2019      |

## Zakończenie emisji
10 lutego 2011 stacja TLC podjęła decyzję o zdjęciu serialu ze swojej anteny, również Discovery stwierdziło, że nie będzie dalej nadawać kłótni ojca z synem, a prawdziwym powodem zakończenia emisji programu była rozprawa sądowa o prawa do pieniędzy zarobionych na tymże programie w ciągu 7 lat oraz kłopoty finansowe Paula Teutla Seniora, któremu na zakład wszedł komornik, gdyż ten jest winien skarbowi państwa 110 500 dolarów amerykańskich za zaciągnięty kredyt na budynek firmy, gdzie obecnie mieści się Orange County Choppers.